# مقاطعة هافليتشكوف برود
مقاطعة هافليتشكوف برود (بالتشيكية: Okres Havlíčkův Brod)‏ هي مقاطعة (أوكريس) في إقليم فيسوتشنا في جمهورية التشيك.
عاصمة هذه المقاطعة هي هافليتشكوف برود.

## اقرأ أيضاً
- مقاطعات جمهورية التشيك